# خلیج فاندی

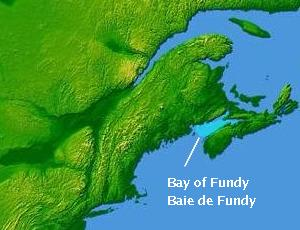
خلیج فاندی

خلیج فاندی (به انگلیسی: Bay of Fundy) خلیجی است در سواحل اقیانوس اطلس در آمریکای شمالی در انتهای شمال شرقی خلیج مین بین استان‌های کانادایی نیوبرانزویک و نوا اسکوشیا قرار دارد و دارای خط ساحلی کوتاه با آمریکا است. این خلیج دارای یکی از بالاترین کشندها است. این خلیج در ژوئیه ۲۰۰۹ یکی از عجایب طبیعت نامگذاری شد.
هستند.[۳] جزر و مدها نیمه شبانه هستند، به این معنی که هر روز دو اوج و دو پایین دارند، [۳] با حدود شش ساعت و ۱۳ دقیقه بین هر جزر و مد.[۳]
به دلیل رزونانس جزر و مدی در خلیج قیفی شکل، جزر و مدی که از کانال عبور می‌کند بسیار قدرتمند است. در یک چرخه جزر و مدی ۱۲ ساعته، حدود ۱۰۰ میلیارد تن (۱۱۰ میلیارد تن کوتاه) آب به داخل و خارج خلیج جریان می‌یابد که دو برابر مجموع جریان کل رودخانه‌های جهان در یک دوره مشابه است. [۴] ایستگاه تولید برق آناپولیس سلطنتی، یک نیروگاه جزر و مدی ۲۰ مگاواتی در رودخانه آناپولیس در بالادست آناپولیس رویال، یکی از معدود ایستگاه‌های تولید جزر و مد در جهان و تنها در آمریکای شمالی بود.[۵]
بیشتر رودخانه‌ها دارای چاله جزر و مدی هستند، جبهه موجی از جزر و مد ورودی که مسیر خود را در مقابل جریان عادی رودخانه به سمت بالا می‌رود. موارد قابل توجه شامل رودخانه‌های پتیکودیاک، مککان، سنت کروکس و کنت کوک است.[۶] قبل از ساخت گذرگاه در سال ۱۹۶۸ و متعاقب آن گل‌آلود شدن رودخانه، رودخانه پتیکودیاک یکی از بزرگ‌ترین حفره‌های جزر و مدی جهان به ارتفاع تا دو متر (۶٫۶ فوت) را داشت. از زمان باز شدن دروازه‌های گذرگاه در سال ۲۰۱۰، حفره برگشته است، و در سال ۲۰۱۳ موج‌سواران با رکورد ۲۹ کیلومتری (۱۸ مایلی) سوار آن شدند.[۷]
پدیده‌های دیگر عبارتند از آبشار معکوس در نزدیکی دهانه رودخانه سنت جان، جزر و مد در کیپ انراج، و گرداب Old Sow در خلیج پاساماکودی.[۶]